# Charniodiscus
Genre
Espèces de rang inférieur
- † Charniodiscus arboreus
- † Charniodiscus concentricus
(espèce type)
- † Charniodiscus oppositus
- † Charniodiscus procerus
- † Charniodiscus spinosus

Charniodiscus est un genre éteint d'animaux marins épibiontes datant de l'Édiacarien et découverts pour la première fois en Angleterre en 1958.
Les spécimens connus à travers le monde sont âgés d'environ entre 565 et 555 Ma (millions d'années),.

## Étymologie
Charniodiscus concentricus a été nommé par Trevor D. Ford en 1958 à la suite de sa découverte dans la forêt de Charnwood en Angleterre, site qui a donné son nom au genre.
Le nom d'espèce provient de la première description du fossile qui ne correspondait en fait qu'à l'attache au fond de mer de l'animal. Cette attache a une forme de double cercle concentrique (correspondant à un élément cylindrique, aplati lors de la fossilisation).

## Répartition géographique
Les fossiles de Charniodiscus sont connus principalement :
- en Angleterre[2] ;
- au Canada où ils sont particulièrement nombreux sur le site de Mistaken Point sur la péninsule d'Avalon au sud-est de Terre-Neuve[4] ;
- en Australie dans les collines Ediacara de la chaîne de Flinders en Australie-Méridionale.

## Description
Ils correspondraient à des animaux ancrés au substrat sous-marin par un disque en relief, relié à une tige terminée par une fronde. La tige était flexible, portant une fronde segmentée qui se terminait en forme de pointe. Deux morphologies semblent avoir prédominé : une forme à tige courte et fronde épaisse, et une forme à longue tige portant une fronde plus courte s'élevant à une cinquantaine de centimètres au-dessus du substrat. Les 5 (ou peut-être 6) espèces différentes se distinguent les unes des autres par le nombre de leurs segments, la présence ou non d'une épine distale, ainsi que différents paramètres de forme.

## Taxonomie
Bien que ressemblant aux organismes sessiles actuels de l'ordre des Pennatulacea (cnidaires), il ne s'agit probablement pas d'un animal du groupe-couronne de ces derniers.
La position taxonomique de Charniodiscus est très discutée.
Il a été d'abord été inclus dans le clade des rangéomorphes de par sa forme en fronde. Mais son architecture dressée, ancrée au fond sous-marin par une tige, en fait pour D. H. Erwin et al. en 2011 le type d'un nouveau clade, les arboréomorphes (« en forme d'arbre »). D. Grazhdankin, en 2014, propose quant à lui le terme de frondomorphes (« en forme de fronde »).

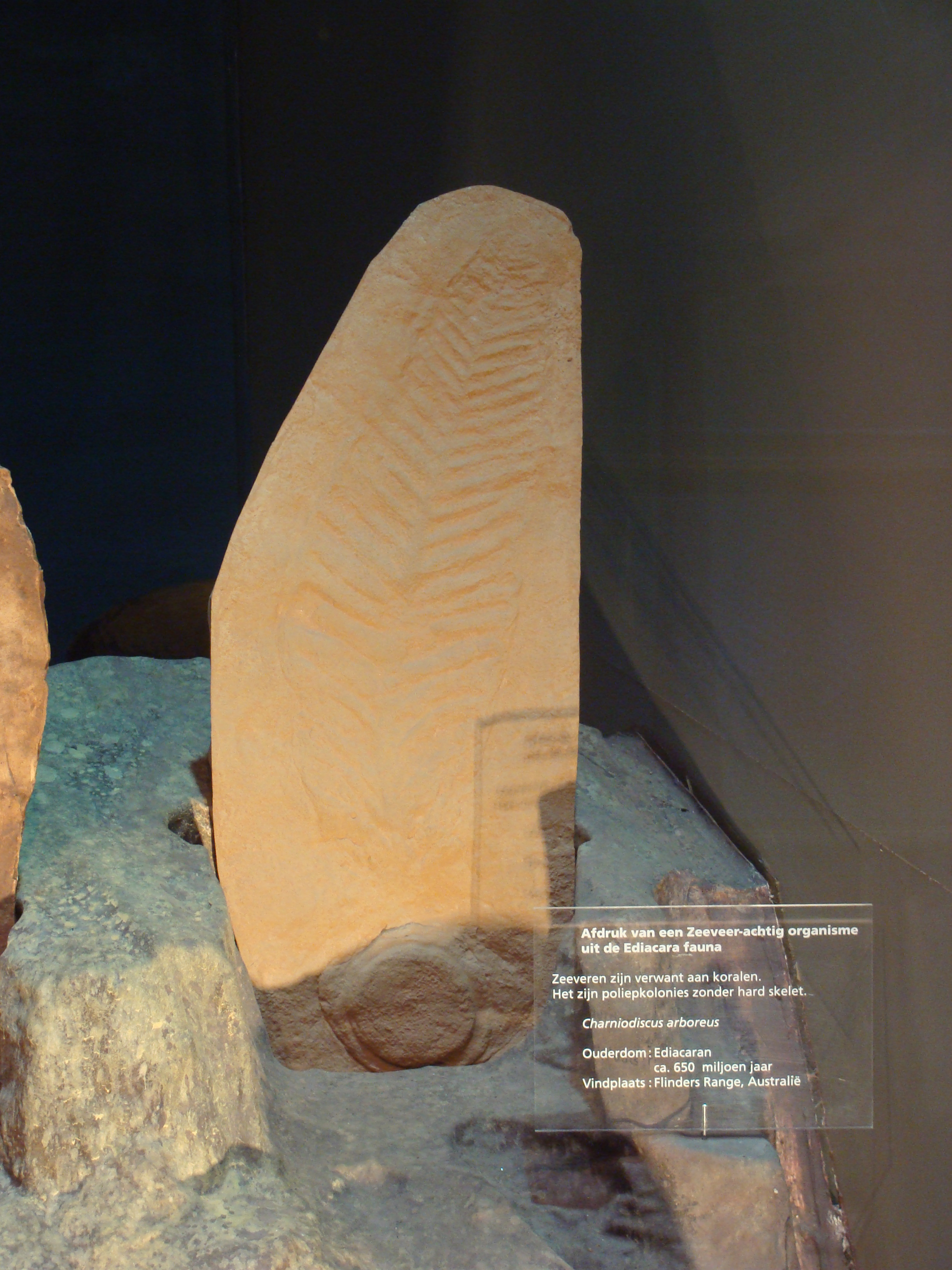
Charniodiscus arboreus, Pays-Bas
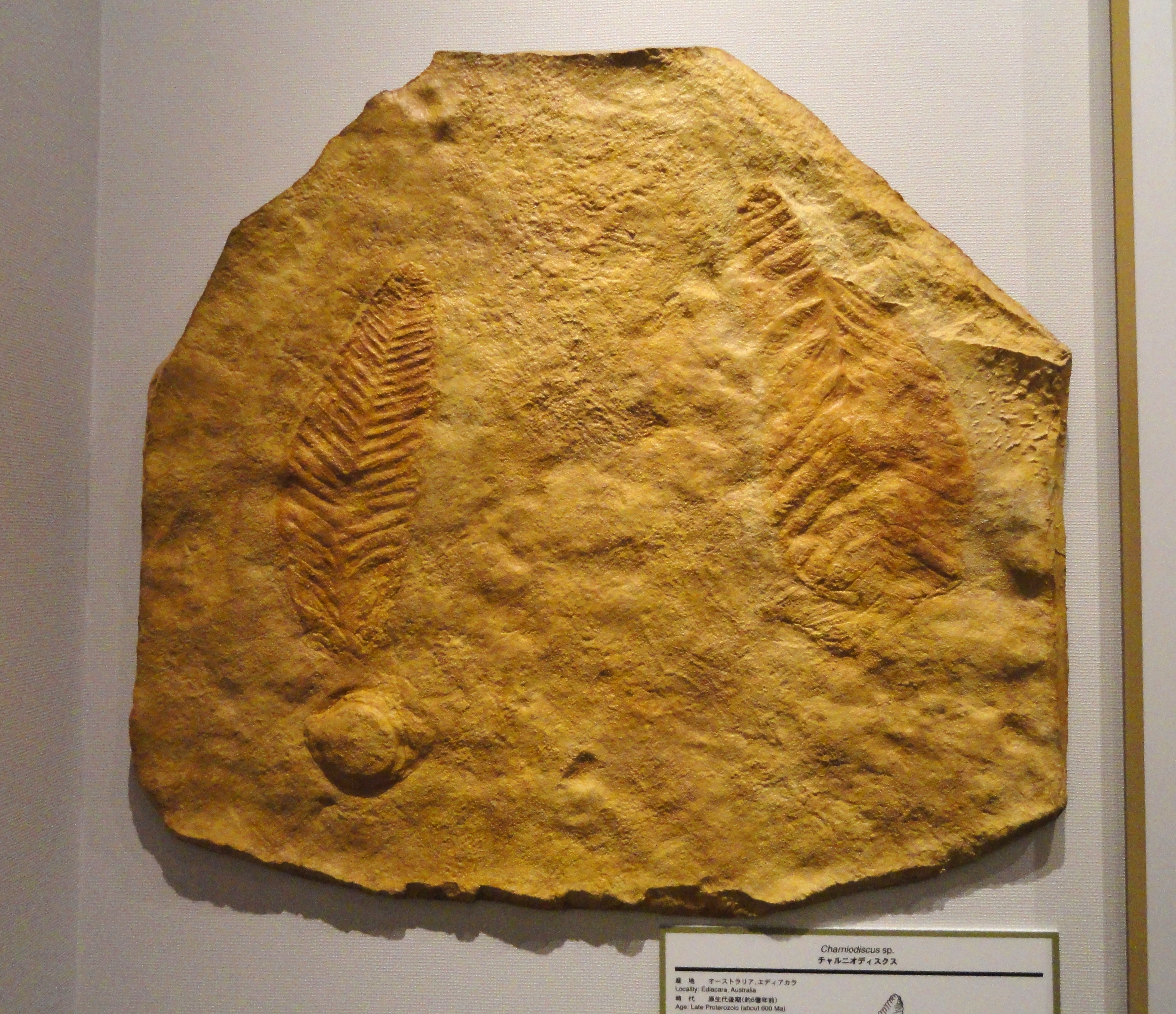
Charniodiscus, Japon
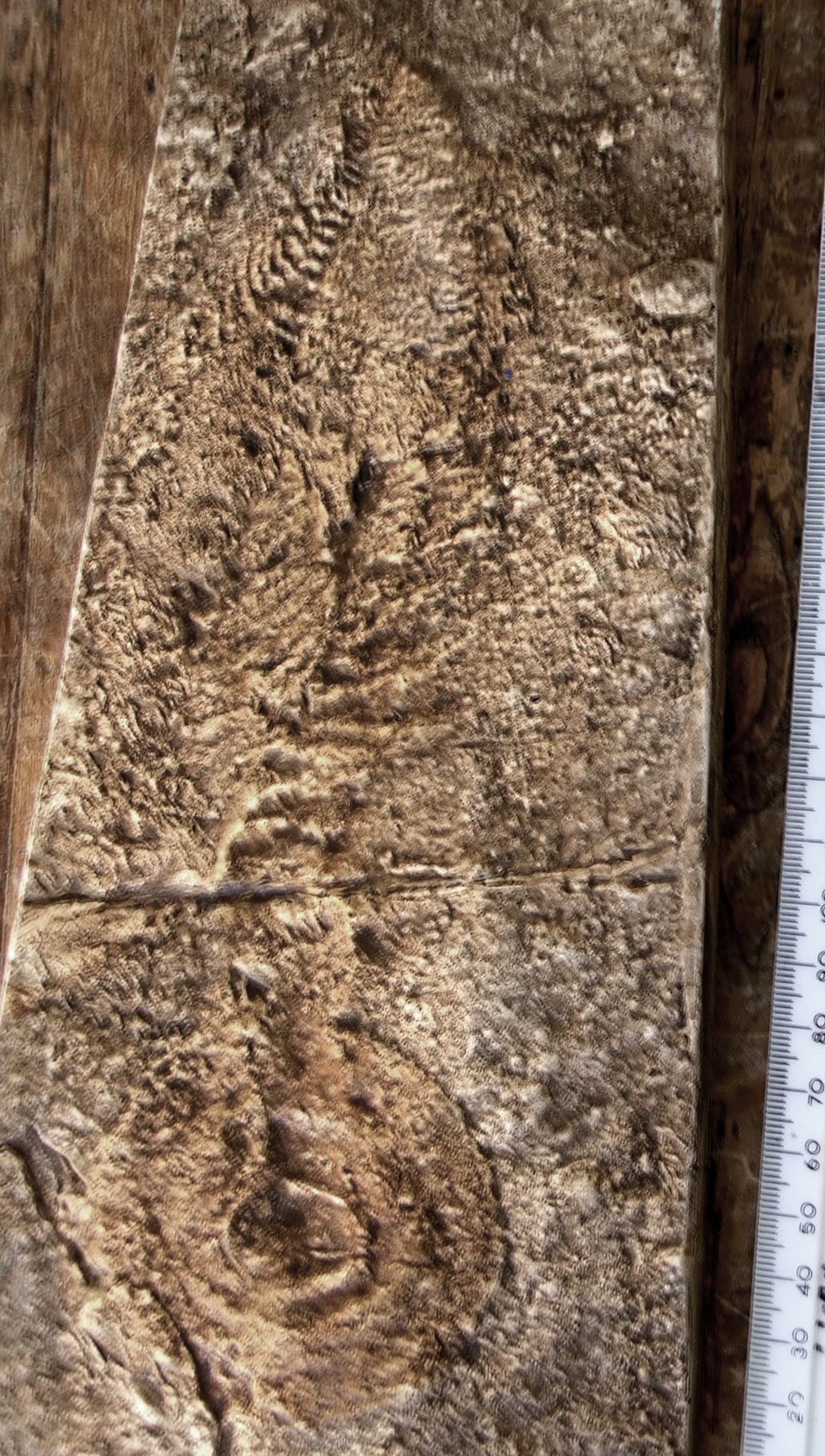
Charniodiscus concentricus.